# Halterofilia en los Juegos Olímpicos de Londres 2012 – Menos de 105 kg masculino
El evento de menos de 105 kg masculino de halterofilia en los Juegos Olímpicos de Londres 2012 tuvo lugar el 6 de agosto en el Centro de Exposiciones ExCeL.

## Horario
Todos los horarios están en Tiempo Británico (UTC+1)
| Fecha               | Tiempo | Ronda   |
| ------------------- | ------ | ------- |
| 6 de agosto de 2012 | 15:30  | Grupo B |
| 6 de agosto de 2012 | 19:00  | Grupo A |

## Resultados
| Rank              | Atleta                   | Grupo | Peso corporal | Arrebato (kg) | Arrebato (kg) | Arrebato (kg) | Arrebato (kg) | Tirón (kg) | Tirón (kg) | Tirón (kg) | Tirón (kg) | Total |
| Rank              | Atleta                   | Grupo | Peso corporal | 1             | 2             | 3             | Resultado     | 1          | 2          | 3          | Resultado  | Total |
| ----------------- | ------------------------ | ----- | ------------- | ------------- | ------------- | ------------- | ------------- | ---------- | ---------- | ---------- | ---------- | ----- |
| Medalla de oro    | Oleksiy Torokhtiy (UKR)  | A     | 104.31        | 185           | 190           | 190           | 185           | 222        | 226        | 227        | 227        | 412   |
| Medalla de plata  | Navab Nassirshalal (IRI) | A     | 104.41        | 183           | 183           | 184           | 184           | 222        | 227        | 229        | 227        | 411   |
| Medalla de bronce | Bartłomiej Bonk (POL)    | A     | 104.01        | 185           | 188           | 190           | 190           | 219        | 220        | 225        | 220        | 410   |
| 4                 | Ruslan Nurudinov (UZB)   | A     | 102.04        | 184           | 188           | 190           | 184           | 220        | 226        | 226        | 220        | 404   |
| 5                 | Ivan Efremov (UZB)       | A     | 103.83        | 175           | 179           | 183           | 183           | 213        | 218        | 225        | 218        | 401   |
| 6                 | Ahed Joughili (SYR)      | A     | 104.98        | 172           | 180           | 184           | 180           | 215        | 218        | 225        | 218        | 398   |
| 7                 | Artūrs Plēsnieks (LAT)   | B     | 103.69        | 167           | 171           | 175           | 175           | 208        | 215        | 225        | 215        | 390   |
| 8                 | Jorge Arroyo (ECU)       | B     | 103.96        | 175           | 180           | 185           | 185           | 200        | 200        | 208        | 200        | 385   |
| 9                 | Jürgen Spieß (GER)       | B     | 104.45        | 167           | 172           | 175           | 172           | 197        | 202        | 214        | 202        | 374   |
| 10                | Sergiy Tagirov (UKR)     | B     | 104.72        | 166           | 171           | 174           | 174           | 200        | 207        | 208        | 200        | 374   |
| 11                | Martin Tešovič (SVK)     | B     | 104.19        | 162           | 167           | 170           | 167           | 190        | 196        | 196        | 196        | 363   |
| 12                | Alexandr Zaichikov (KAZ) | B     | 94.74         | 155           | 165           | 165           | 155           | 195        | 201        | 205        | 205        | 360   |
| 13                | Jorge García (CHI)       | B     | 104.41        | 150           | 150           | 161           | 150           | 191        | 191        | 191        | 191        | 341   |
| 14                | Walid Bidani (ALG)       | B     | 101.45        | 160           | 160           | 165           | 160           | 180        | 180        | 180        | 180        | 340   |
| —                 | Gia Machavariani (GEO)   | A     | 103.86        | 185           | 185           | 185           | 185           | 220        | 220        | 225        | —          | —     |
| —                 | Kim Hwa-Seung (KOR)      | A     | 104.55        | 178           | 178           | 178           | —             | —          | —          | —          | —          | —     |
| —                 | Marcin Dołęga (POL)      | A     | 104.01        | 190           | 190           | 190           | —             | —          | —          | —          | —          | —     |